# Radowce

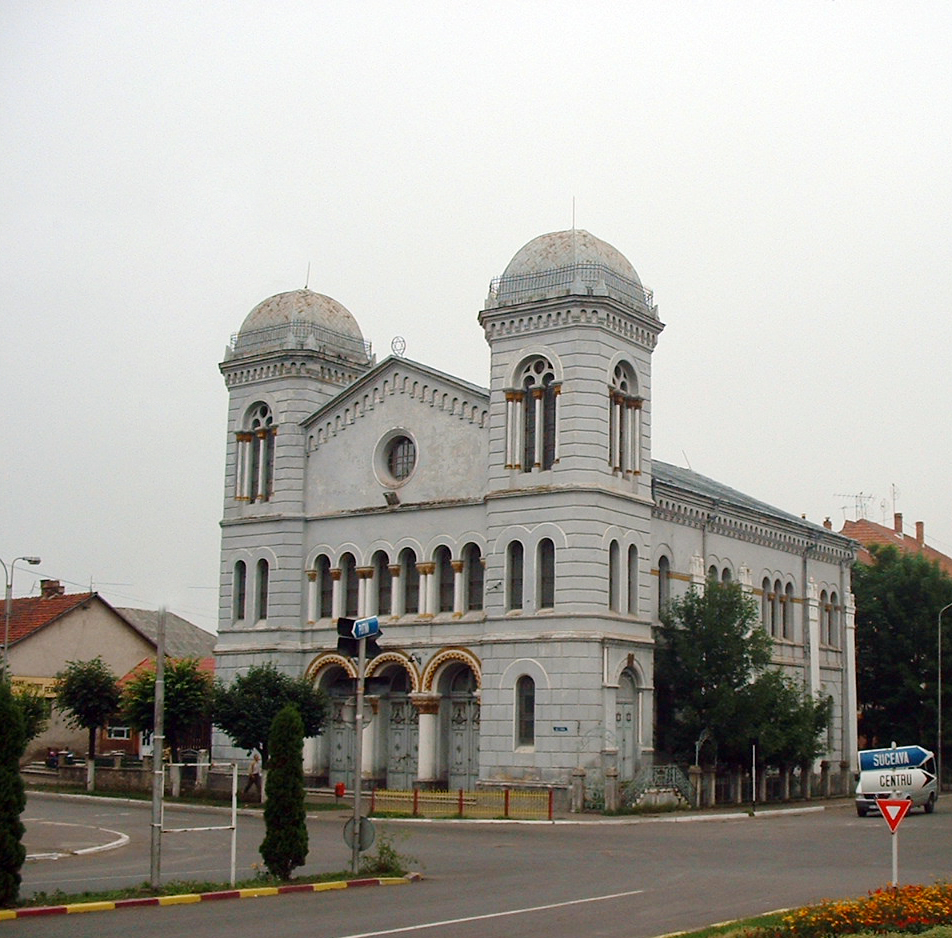
Synagoga w Radowcach

Radowce (rum. Rădăuți) – miasto w północnej Rumunii, w okręgu Suczawa, jeden z głównych ośrodków rumuńskiej Bukowiny. W 2011 roku liczyło ok. 23,8 tys. mieszkańców. 
W mieście rozwinął się przemysł maszynowy, metalowy, drzewny, spożywczy oraz garncarstwo.

## Historia
Miejscowość istniała już w XIII w., choć pierwsza wzmianka pochodzi z 1393 r. W drugiej połowie XIV w. Radowce stały się siedzibą pierwszego hospodara mołdawskiego, Bogdana I. Ufundował on tutaj cerkiew św. Mikołaja, która stanowiła nekropolię pierwszych hospodarów mołdawskich. Następcy Bogdana już wkrótce przenieśli swą siedzibę do Seretu, a następnie do Suczawy, ale Radowce pozostały ważnym ośrodkiem państwa mołdawskiego, przebiegał tędy szlak handlowy z Polski do portów czarnomorskich. Stefan Wielki powołał tutaj biskupstwo. W XVII w. miasto podupadło, niszczone przez Turków, Tatarów, Polaków czy Kozaków. W 1775 r. Radowce wraz z Bukowiną zostały przyłączone do Austrii. Wkrótce potem zlikwidowane zostało biskupstwo, ale miasto pod rządami Habsburgów szybko się rozwijało. W 1819 r. otrzymało prawo miejskie, później poprowadzono tu linię kolejową. Do miasta przybywali nowi mieszkańcy, rozwijał się przemysł. Z XIX w. pochodzą liczne gmachy publiczne miasta, m.in. kościoły ewangelicki i katolicki oraz synagoga. Powstała tutaj bardzo liczna gmina żydowska, której udział w populacji miasta w 1. połowie XX w. przekroczył nawet 50%. W 1. połowie XX w., gdy Radowce znalazły się w granicach Rumunii i reaktywowano tutejsze biskupstwo, została wzniesiona tutaj monumentalna katedra prawosławna.
Na początku XX wieku prałatem i dziekanem rzymskokatolickim w Radowcach był ks. Klemens Swoboda. W 1871 urodził się tu generał Jan Karol Wróblewski.